# Classi di frammentazione
In spettrometria di massa le frammentazioni che possono avvenire durante la ionizzazione con la tecnica di ionizzazione elettronica si dividono in classi.
La prima divisione che si può fare è quella tra frammentazioni omolitiche e frammentazioni eterolitiche. Le prime vedono entrambi gli elettroni di legame assegnati a un frammento con la formazione di uno ione e di un radicale. Le seconde sono frammentazioni in cui gli elettroni di legame sono divisi tra i due frammenti, con la formazione anche in questo caso di uno ione e di un radicale.
Nei riarrangiamenti non si ha divisione tra ione e radicale.

## Classificazione generica
Comunemente le frammentazioni e i riarrangiamenti che avvengono si suddividono in gruppi:
- Frammentazioni:
  - Rottura i (effetto induttivo)
  - Rottura in α (partecipazione di elettroni da un gruppo vicinale)
  - Rottura in β (effetto di risonanza)

- Riarrangiamenti:
  - Reazione di eliminazione (eliminazione di atomi o gruppi posti alle estremità della catena con formazione di molecola neutra e di un composto ciclico)
  - Effetto orto; effetto cis (eliminazione di atomi o gruppi posti in cis o orto rispetto a un doppio legame o a un ciclo in beta rispetto all'insaturazione)
  - Riarrangiamento di McLafferty
  - Migrazione di idrogeno
  - Eliminazione di una molecola neutra
  - Retro Diels-Alder

## Classificazione di Biemann
Klaus Biemann propose una divisione dettagliata delle frammentazioni che possono avvenire comunemente durante la ionizzazione elettronica (Biemann K., Mass spectroscopy: organic chemical applications, McGraw-Hill, 1962):
- A1: rottura di un legame C-C in uno ione-radicale con formazione di un catione e di un radicale neutro.
- A2: rottura di un legame C-C in uno ione con formazione di un catione e di un'olefina.
- A3: frammentazione allilica.
- A4: frammentazione benzilica.
- A5: perdita di un sostituente contenente un eteroatomo con coppia di elettroni non condivisa (sostituente saturo).
- B: frammentazione in α su uno ione-radicale con sostituente saturo.
- C: frammentazione in α su un sistema insaturo, spesso un composto carbonilico; la reazione prosegue con perdita di CO e formazione di cationi.
- D: retro Diels-Alder
- E1: perdita di una molecola neutra HX dopo trasferimento di H (γ o δ eliminazione con intermedio di reazione a 5 o 6 atomi)
- E2: perdita di RXH da sistema aromatico o gruppi adiacenti a doppio legame cis.
- F: frammentazione secondaria a una frammentazione B con shift di idrogeno, su catene con eteroatomi laterali.
- G: frammentazione secondaria con shift di idrogeno, su catene con eteroatomi centrali.
- H: rottura di un sistema ciclico di transizione a 6 elettroni π.